# Dicranomyia flavobrunnea
Dicranomyia flavobrunnea är en tvåvingeart som beskrevs av Enrico Adelelmo Brunetti 1912. Dicranomyia flavobrunnea ingår i släktet Dicranomyia och familjen småharkrankar. Inga underarter finns listade i Catalogue of Life.